# Beddomeia
Beddomeia es un género de gastrópodo de la familia Hydrobiidae.

## Especies
Este género contienen las siguientes especies:
- Beddomeia angulata
- Beddomeia averni
- Beddomeia bellii
- Beddomeia bowryensis
- Beddomeia briansmithi
- Beddomeia camensis
- Beddomeia capensis
- Beddomeia fallax
- Beddomeia forthensis
- Beddomeia franklandensis
- Beddomeia fromensis
- Beddomeia fultoni
- Beddomeia gibba
- Beddomeia hallae
- Beddomeia hullii
- Beddomeia inflata
- Beddomeia kershawi
- Beddomeia kessneri
- Beddomeia krybetes
- Beddomeia launcestonensis
- Beddomeia lodderae
- Beddomeia mesibovi
- Beddomeia minima
- Beddomeia petterdi
- Beddomeia phasianella
- Beddomeia protuberata
- Beddomeia ronaldi
- Beddomeia salmonis
- Beddomeia tasmanica
- Beddomeia topsiae
- Beddomeia trochiformis
- Beddomeia tumida
- Beddomeia turnerae
- Beddomeia waterhouseae
- Beddomeia wilmotensis
- Beddomeia wiseae
- Beddomeia zeehanensis